# Malta en los Juegos Olímpicos de Seúl 1988
Malta estuvo representada en los Juegos Olímpicos de Seúl 1988 por seis deportistas, cinco hombres y una mujer, que compitieron en cuatro deportes.
La portadora de la bandera en la ceremonia de apertura fue la tiradora con arco Joanna Agius. El equipo olímpico maltés no obtuvo ninguna medalla en estos Juegos.